# Josep Viader i Moliner
Pour les articles homonymes, voir Moliner et Viader.
Josep Viader i Moliner, né à Gérone le 1er septembre 1917 et mort dans la même ville le 25 octobre 2012, est un musicien, compositeur, instrumentiste et pédagogue catalan.

## Biographie
Il naît le 1er septembre 1917 à l’entresol d’un immeuble de la rue Auriga de Gérone. Sa famille est connue dans cette ville pour le métier de son père, qui est boulanger. Le four Viader, en face du cinéma Modern, et l’établissement dans la rue Albereda appartiennent au tissu commercial traditionnel de la ville.
Quand il était petit, la voix de Viader se faisait déjà entendre, d’abord dans la paroisse du Carme, et plus tard dans celle de Sant Feliu avec le maestro Civil, de qui il reçoit des cours particuliers de musique. Plus tard il étudie l’harmonie suivant la méthode Morera, et l’instrumentation pour cobla avec Josep Blanch i Reynalt.
Il concilie ses études musicales avec la formation commerciale jusqu’à l’âge de 14 ans, et il commence de suite ses études de magistère. Quand il termine l’université, il fait le service militaire et, après la guerre civile en 1939, il entre comme professeur intérimaire à Bordils, où il crée une chorale. À cette époque il joue aussi de la contrebasse et il étudie l’accordéon.
Pendant son séjour à Bordils il fait la connaissance d’Anita Vidal, avec qui il se marie le 25 novembre 1943.
En 1945 il réussit le concours et il s’installe à Gérone. Il est envoyé à Palamós, mais il sollicite un congé et il occupe un poste vacant de professeur de musique à l’université de Gérone.
En 1946 il fait partie de la Chorale du GEiEG (Grup Excursionista i Esportiu Gironí) que dirige le maestro Civil, et en 1948 il en assume la direction. Il dirige aussi la Chorale polyphonique et la Chorale de l’Institut de Gérone. Il entre également au Conservatoire comme professeur et il y occupe différents postes de responsabilité.
Il compose plusieurs sardanes et il est l’auteur d’une des versions chorales de Els Segadors.
En 1990 il reçoit la Plaque[Quoi ?] du Président Macià et en 1991 la Creu de Sant Jordi.
Il meurt à Gérone le 25 octobre 2012 à l’âge de 95 ans.